# 乔治维尔斯特尔曼俱乐部
乔治维尔斯特尔曼俱乐部（西班牙语：Club Jorge Wilstermann）是玻利维亚科恰班巴市的一个足球俱乐部。该俱乐部得名于玻利维亚飞行员乔治·维尔斯特尔曼。该俱乐部成立于1949年，1953年改为现名。

## 荣誉
- 玻利维亚足球甲级联赛
  - 冠军：1980, 1981, 2000, 2006-ST, 2010, 2016-秋季
  - 亚军：1978, 1985, 1994, 1998, 2003-C
- 玻利维亚杯
  - 冠军：1976, 1991, 1998
  - 亚军：1989, 2002
- 南美解放者杯
  - 四强：1981